# Hilberts Nullstellensatz
Hilberts Nullstellensatz, in het Nederlands: nulpuntenstelling van Hilbert, is een stelling uit de algebraïsche meetkunde, een tak van de wiskunde, die algebraïsche verzamelingen en idealen in veeltermringen relateert over algebraïsch gesloten velden. De stelling werd door David Hilbert bewezen.

## Formulering
Laat {\displaystyle K} een algebraïsch gesloten veld zijn, zoals de complexe getallen, en neem de ring {\displaystyle K[x_{1},\ldots ,x_{n}]}, dat is de veeltermring van polynomen met coëfficiënten in {\displaystyle K}, in beschouwing. Laat {\displaystyle I} een ideaal in deze ring zijn. 
De algebraïsche variëteit {\displaystyle V(I)}, die door dit ideaal wordt gedefinieerd, bestaat uit alle {\displaystyle n}-tupels {\displaystyle x=(x_{1},\ldots ,x_{n})} in {\displaystyle K^{n}} zodat {\displaystyle f(x)=0} voor alle {\displaystyle f} in {\displaystyle I}. 
Hilbert Nullstellensatz stelt dat als {\displaystyle p} een willekeurige polynoom in {\displaystyle K[x_{1},\ldots ,x_{n}]} is, dat verdwijnt op de variëteit {\displaystyle V(I)}, dat wil zeggen {\displaystyle p(x)=0} voor alle {\displaystyle x\in V(I)}, dat er dan een natuurlijk getal {\displaystyle r} bestaat, zodat {\displaystyle p^{r}} in {\displaystyle I} is.

## Gevolg en bewijsvoering
Een onmiddellijk gevolg is de zwakke Nullstellensatz:
Als {\displaystyle I} een ideaal is in {\displaystyle K[x_{1},\ldots ,x_{n}]}, dan kan {\displaystyle V(I)} niet leeg zijn, dat wil zeggen dat er een gemeenschappelijk nulpunt bestaat voor alle polynomen in het ideaal.
Dit is ook de reden voor de naam van de stelling. De stelling kan gemakkelijk worden bewezen vanuit de 'zwakke' vorm door gebruik te maken van de Rabinowitsch-truc. De aanname dat {\displaystyle K} algebraïsch gesloten moet zijn is hier essentieel, de elementen van het echte ideaal {\displaystyle (x^{2}+1)} in {\displaystyle R[X]} hebben geen gemeenschappelijke nul. 
Met de notatie die gebruikelijk is in de algebraïsche meetkunde kan de Nullstellensatz voor elk ideaal {\displaystyle J} ook worden geformuleerd als
{\displaystyle I(U(J))={\sqrt {J}}}
{\displaystyle {\sqrt {J}}} staat hier voor radicaal van {\displaystyle J} en {\displaystyle I(U)} is het ideaal van alle veeltermen die verdwijnen op de verzameling {\displaystyle U}. 
Op deze manier ontstaat er een orde-omdraaiende bijectie tussen de algebraïsche variëteiten in {\displaystyle K^{n}} en de radicale idealen van {\displaystyle K[x_{1},\ldots ,x_{n}]}.